# Arabis conringioides
Arabis conringioides är en korsblommig växtart som beskrevs av John Ball. Arabis conringioides ingår i släktet travar, och familjen korsblommiga växter. Inga underarter finns listade i Catalogue of Life.